# Tarnalelesz
Tarnalelesz község Heves vármegye Pétervásárai járásában.

## Fekvése
Heves vármegye északi részén helyezkedik el, a 23-as és 25-ös főút találkozásánál, Bükkszéktől 10 kilométerre, Ózdtól 27, Egertől 28 kilométer távolságra. Tőle nyugatra Bükkszenterzsébet, északkeletre Szentdomonkos fekszik szomszédos településként. Déli szomszédjával, a zsáktelepülésnek tekinthető Fedémessel a 24 124-es számú mellékút köti össze. Déli külterületeit érinti a 2412-es út is.

## Története
Lelez néven említik először írásban egy 1280-ban kelt oklevélben. Az 1330-1337. évi pápai tizedjegyzékben is szerepel Lelez néven. A török 1540-ben elpusztította, de néhány évvel később újjáépült. Hódoltsági terület lett. Az 1500-as évek közepétől kezdve 1945-ig többek között az Istenmezei, Nádasdy, Daróczy és Lórántffy családok voltak a birtokosai.
1910-ben 1684 magyar lakosa volt, melyből 1670 római katolikus volt.
A 20. század elején Heves vármegye Pétervásári járásához tartozott.

## Közélete

### Polgármesterei
| Polgármester | Polgármester       | Polgármester | Megjegyzés |
| ------------ | ------------------ | ------------ | ---------- |
| 1990–1994    | Palkovics Ákos Pál | független    |            |
| 1994–1998    | Palkovics Ákos Pál | független    |            |
| 1998–2002    | Palkovics Ákos Pál | független    |            |
| 2002–2006    | Palkovics Ákos Pál | független    |            |
| 2006–2010    | Palkovics Ákos Pál | független    |            |
| 2010–2014    | Kovács Béla        | Fidesz-KDNP  | Passza     |
| 2014–2019    | Kovács Béla        | Fidesz-KDNP  |            |
| 2019–2024    | Kovács Béla        | Fidesz-KDNP  |            |
| 2024–        | Kovács Béla        | Fidesz-KDNP  |            |

A településen a 2010. október 3-án megtartott önkormányzati választáson a 34 képviselőjelölt között nem kevesebb, mint kilenc fő viselt Kovács családnevet, ezért a többségük valamilyen megkülönböztető név (második vezetéknév, ragadványnév vagy becenév) feltüntetését is kérte a neve mellett a választási dokumentumokon. Ezért szerepelt a Passza ragadványnév ezen választás esetében a polgármesteri posztért is induló Kovács Béla neve mellett, de a választók olyan megkülönböztető nevekkel is találkozhattak a szavazólapon, mint Anta, Bóska, Matyus, Napocska vagy Sárika.

## Népesség
A település népességének változása:
| Lakosok száma | 1789 | 1777 | 1785 | 1562 | 1543 | 1532 | 1524 |
|               | 2013 | 2014 | 2015 | 2021 | 2022 | 2023 | 2024 |

2001-ben a település lakosságának 72%-a magyar, 28%-a cigány nemzetiségűnek vallotta magát.
A 2011-es népszámlálás során a lakosok 92,7%-a magyarnak, 39% cigánynak, 0,4% románnak, 0,2% ukránnak mondta magát (7,2% nem nyilatkozott; a kettős identitások miatt a végösszeg nagyobb lehet 100%-nál). A vallási megoszlás a következő volt: római katolikus 74%, református 1,2%, görögkatolikus 0,2%, felekezeten kívüli 6,6% (13,7% nem nyilatkozott).
2022-ben a lakosság 93,4%-a vallotta magát magyarnak, 22,1% cigánynak, 0,2% németnek, 0,2% bolgárnak, 0,1-0,1% románnak és szlováknak, 0,6% egyéb, nem hazai nemzetiségűnek (6,6% nem nyilatkozott; a kettős identitások miatt a végösszeg nagyobb lehet 100%-nál). Vallásuk szerint 62,2% volt római katolikus, 1,4% református, 0,4% evangélikus, 0,3% görög katolikus, 1,2% egyéb keresztény, 0,4% egyéb katolikus, 5,6% felekezeten kívüli (28,6% nem válaszolt).

## Híres személyek
- Itt született 1859-ben Kajdacsi József újságíró.

## Nevezetességei
- Római katolikus plébániatemplom. Kisboldogasszony tiszteletére felszentelt.[14]
- IV. Béla emlékmű
- Első világháborús és második világháborús emléktábla
- A település határában kezdődik a Tarnavidéki Tájvédelmi Körzet.

## Galéria

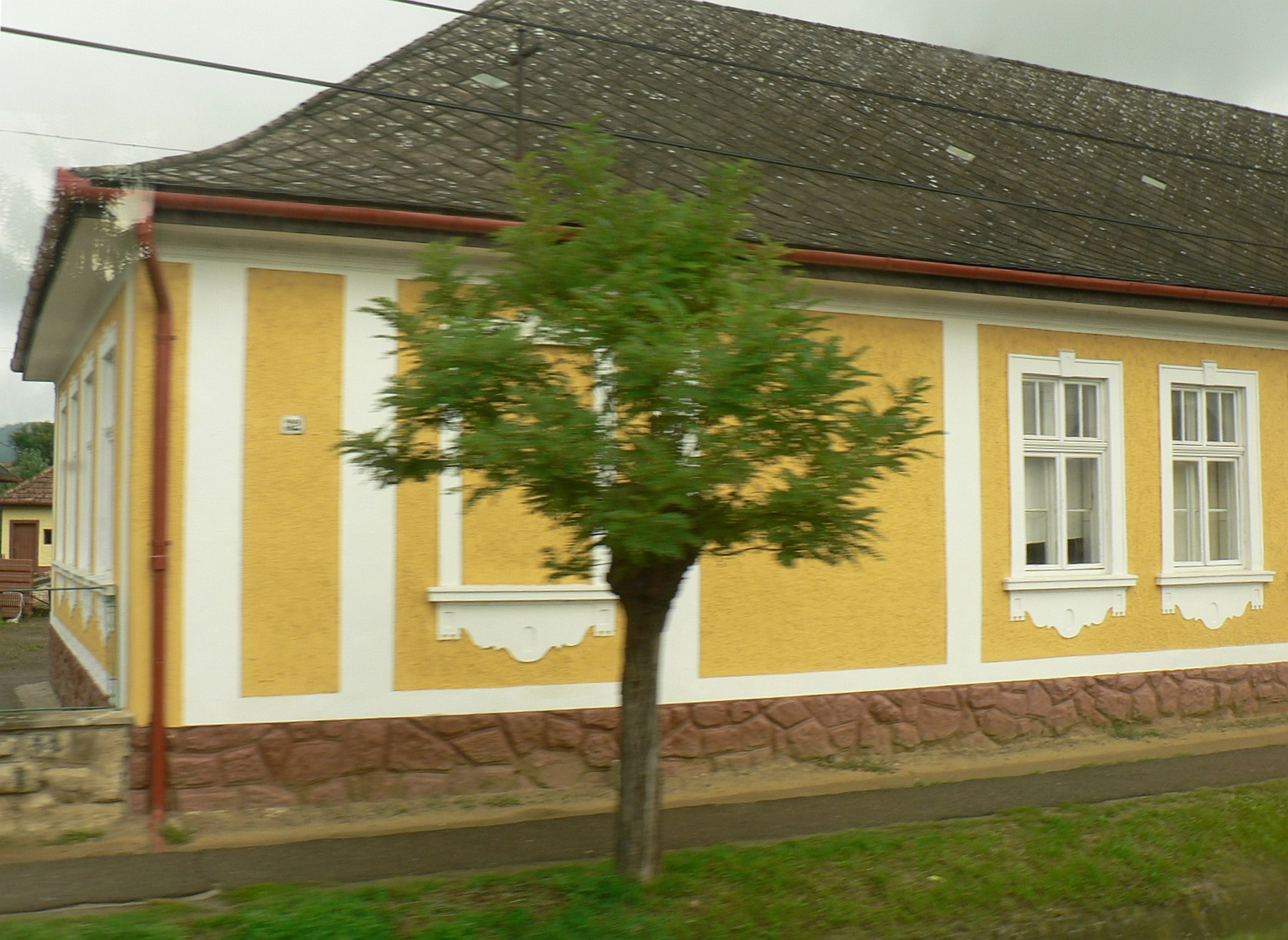
A felújított régi tarnaleleszi iskola nyugati épületszárnya
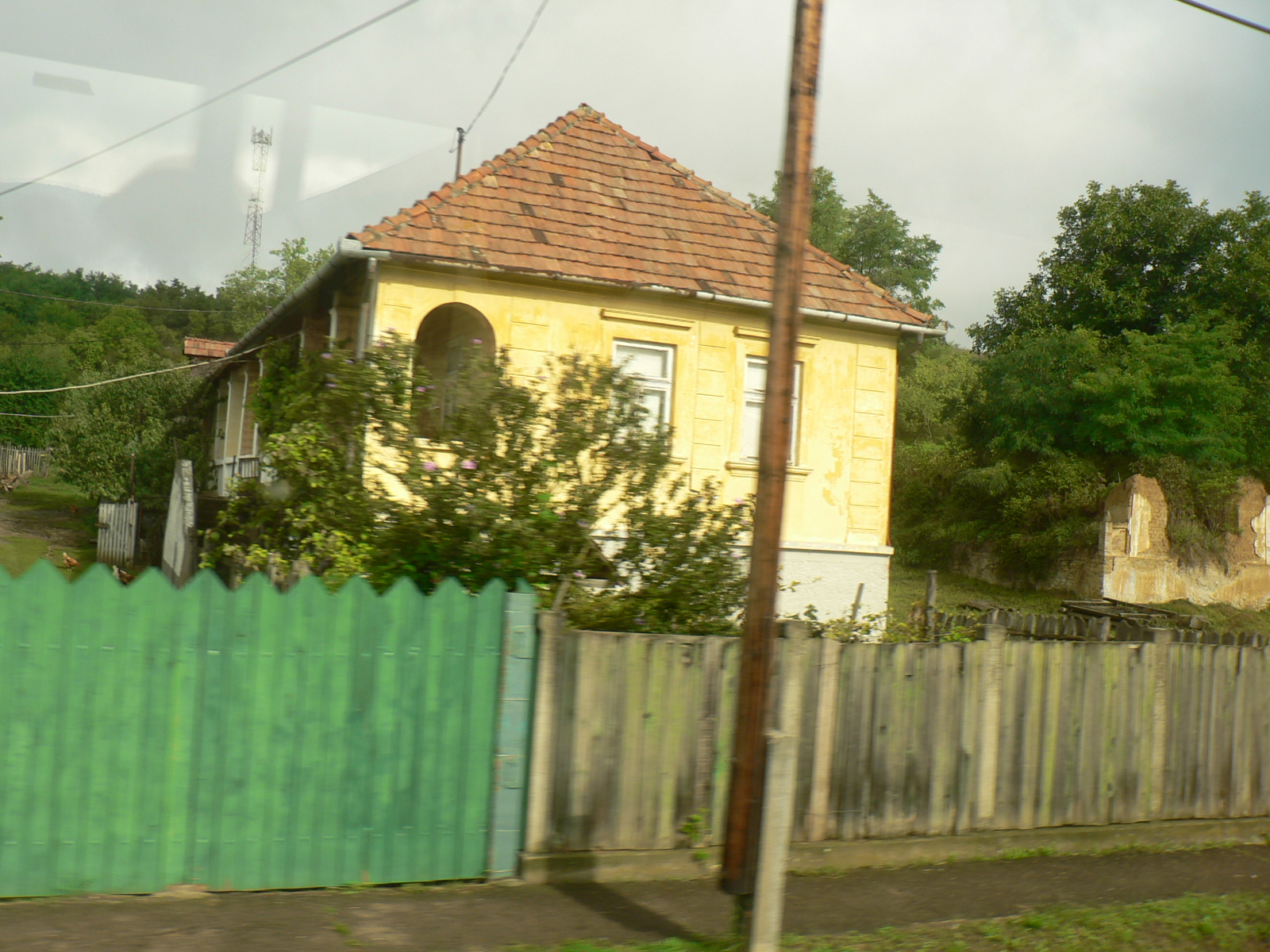
Tarnaleleszi utcarészlet

## Külső hivatkozások
- Tarnalelesz az utazom.com honlapján
- Tarnalelesz
- Templom[halott link]